# John Bigland
Pour les articles homonymes, voir Bigland.
John Bigland est un historien anglais, né en 1750 à Skirlaugh dans le Yorkshire en Angleterre et mort en 1832.

## Biographie
Il était maître d'école à Skirlaugh. 

## Publications
Ses principaux ouvrages sont :
- une Histoire d'Espagne (jusqu'en 1809), traduit par Mathieu Dumas
- un Précis de l'histoire de l'Europe depuis 1783, traduit et continué par Jacques W. Mac Carthy, 1819.